# Despre trup și suflet
Despre trup și suflet (în maghiară Testről és lélekről) este un film dramatic maghiar din 2017 scris și regizat de Ildikó Enyedi. Povestea se învârte în jurul lui Endre, directorul financiar al unui abator, și al Mariei, noul inspectorul al calității cărnii, care descoperă că se pot apropia unul de celălalt prin visele lor, ceea ce duce la un romantism neașteptat. A câștigat Ursul de Aur în secțiunea principală a competiției la a 67-a ediție a Festivalului Internațional de Film de la Berlin. La Berlin a mai câștigat Premiul FIPRESCI și Premiul Juriului Ecumenic. Despre trup și suflet a fost propunerea Ungariei pentru cel mai bun film străin și a fost nominalizat la a 90-a ediție a premiilor Oscar. Alexandra Borbély a câștigat premiul pentru cea mai bună actriță în cadrul Premiilor Academiei Europene de Film pentru interpretarea sa în acest film.

## Prezentare
Endre, directorul financiar al unui abator, și Mária, inspectorul de calitate recent angajat, au același vis în care sunt o pereche de cerbi în pădure, cu toate acestea cei doi nu știu că au același vis care se repetă.   
Mária ajunge repede nepopulară la locul de muncă datorită comportamentului ei autist și al controlului strict al calității cărnii. Cu toate că Endre încearcă să se împrietenească cu ea, Mária nu se simte în largul ei și comentează grosolan despre brațul stâng al lui Endre. În acea noapte, ea se gândește la vorbele ei, analizând unde a greșit. Între timp, în abator este angajat un nou măcelar, Sanyi, pe care Endre nu-l suferă din cauza comportamentului său și a lipsei de simpatie față de animalele sacrificate. 
Abatorul este anchetat atunci când este descoperită o lipsă la inventar; Endre și prietenul său Jenő cred că Sanyi este vinovatul. Un psiholog este angajat pentru a efectua teste de personalitate asupra lucrătorilor pentru a descoperi vinovatul. Muncitorilor li se pun întrebări cu privire la istoria sexualității și a dezvoltării lor fizice, precum și ce anume au visat cu o seară înainte. Când Endre și Mária descriu amândoi același vis, psihologul presupune că este o farsă. La început Endre și Mária sunt amândoi sceptici, dar își dau seama că au același vis și devin mai apropiați. Comportamentul Máriei îl alungă iar pe Endre dar, în cele din urmă, cei doi au o legătură strânsă. Endre află că Jenő este hoțul, dar nu anunță poliția, deoarece nu au existat victime și își cere scuze lui Sanyi pentru faptul că l-a suspectat. 
Endre și Mária decid să doarmă în aceeași cameră, într-o noapte, dar nu pot adormi. Deși îl iubește, Mária fuge de Endre când acesta o atinge după o noapte în care au jucat cărți, lăsându-l pe Endre jignit și confuz. Incidentul o afectează pe Mária care începe să fie mai receptivă către noi experiențe și senzații, cum ar fi ascultarea unor melodii romantice, vizionarea unor materiale pornografice și urmărirea unor cupluri din parc. 
Cu toate acestea, Endre a ajuns pesimist în privința viitorului relației cu Mária  și renunță să se mai implice. El se culcă cu o altă femeie, dar întâlnirea îl dezamăgește. Mária, devastată, se pregătește să se sinucidă acasă, încercând să-și taie, cu calm, venele de la mână în cadă. Sinuciderea este întreruptă de Endre care o sună, iar după o scurtă și incomodă discuție, el își dezvăluie iubirea pentru ea, iar Mária îi spune că și ea îl iubește. După ce s-a bandajat la mână, ea se duce acasă la Endre, unde fac dragoste. Apoi adorm și când se trezesc își dau seama că niciunul dintre ei nu a mai visat nimic.

## Distribuție
- Géza Morcsányi ca Endre
- Alexandra Borbély ca Mária
- Réka Tenki ca Klára
- Zoltán Schneider ca Jenő
- Ervin Nagy ca Sanyi
- Itala Békés în rolul lui Zsóka

## Primire

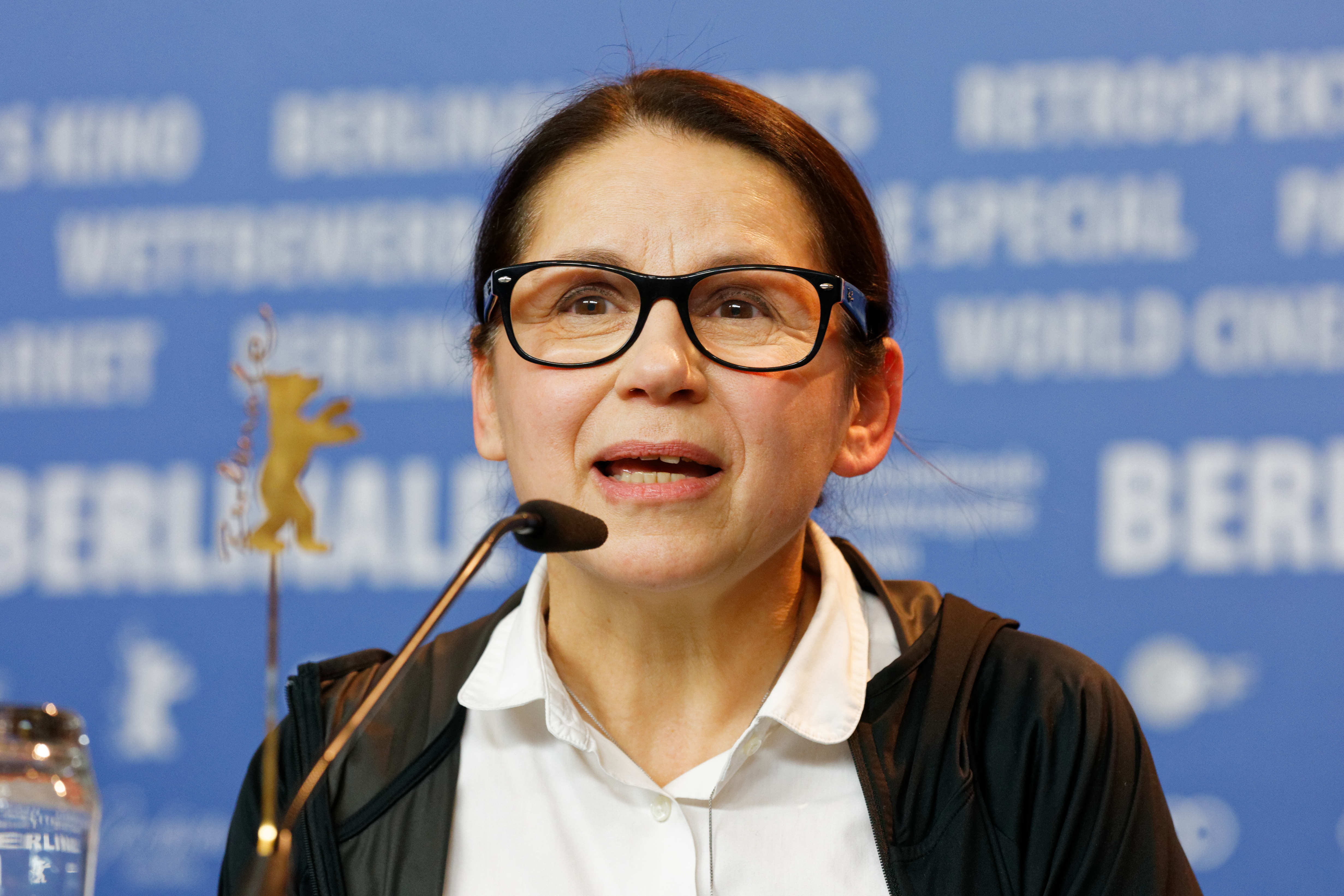
Regizoarea Ildikó Enyedi la conferința de presă a filmului de la Berlin

Pe website-ul de recenzii Rotten Tomatoes, filmul are o notă de aprobare de 89%, pe baza a 75 de recenzii, cu o medie de 7,34 din 10. Consensul critic al site-ului este că: „Performanțele tandre și un puternic simț al stilului se combină [în acest film] pentru a crea un portret excentric, de vis, al iubirii și al singurătății”.
Pe Metacritic, filmul are un scor de 77 din 100, bazat pe 10 critici, indicând „recenzii în general favorabile”.